# Менопауза
Менопа́уза (англ. menopause), також відома як клімактерій (англ. climacteric) або клі́макс — нормальний період життя жінки, коли яєчники перестають продукувати естрогени і згасає репродуктивна функція: менструації припиняються і втрачається фертильність. Середній вік клімектеричних змін — 50 років (від 49 до 52), однак може сильно варіюватися (особливо за ранньої менопаузи). Діагностується за відсутності будь-яких кров'янистих вагінальних виділень протягом року, за потреби також скринінгом гормональної секреції яєчників (у крові чи сечі).
Через зниження рівня естрогенів розвиваються симптоми (такі як припливи, вагінальна сухість, порушення серцевої діяльності, сну, психічні розлади) та віддалені наслідки (атеросклероз, остеопороз). З 1950-х років для полегшення менопаузи застосовується гормональна замісна терапія з використанням естрогенів (окремо або разом з прогестероном).
Соціальний та культурний контекст, в якому живуть жінки, значно впливає на те, як вони переживають менопаузу.

## Класифікація
За характером:
- Природна менопауза пов'язана з віковим виснаженням запасу фолікулів у яєчниках. Зазвичай наступає у віці від 45 до 55 років.
- Штучну менопаузу може спричинити хірургічне видалення яєчників, радіаційний або медикаментозний вплив. У жінок, що пройшли хірургічне видалення матки, але мають яєчники, менопауза визначається часом операції або зниження рівня гормонів.[5] Після гістероскопії симптоми менопаузи зазвичай проявляються раніше (біля 45 років).[6]

За періодом настання:
- Нормальна менопауза. Типово починається в 40-50 років (частота 47.5).[7][8] Часто, проте не завжди, початок менопаузи спадково обумовлений, і стається близько віку, коли настав у матері.[9]
- Рання менопауза (40-45 років). Менопауза може раніше наставати у тих, хто палять тютюн.[4][10] Жінки з менопаузою до 45 років мають вищий ризик серцевих хвороб,[11] смерті[12] та проблем з легенями.[13] У разі настання менопаузи до 40 років говорять про синдром виснаження яєчників.
- Пізня менопауза (після 55 років).

## Механізми
У зв'язку із припиненням виділення яєчниками естрогенних гормонів порушується гармонійна робота органів, які мають рецептори до естрогенів (центральна нервова система, сечостатеві органи, молочні залози, шкіра, кістки).
Менопауза поділяється на періоди:
- Пременопауза: роки до менопаузи, коли знижуються та коливаються рівнів статевих гормонів, що проявляється, зокрема, в нерегулярному менструальному циклі.[14]
- Періменопауза («біля менопаузи»): власне період менопаузи (до 4-10 років) до дати останньої менструації.[15][16][17][18] Під час періменопаузи рівні естрогенів на 20–30 % вищі, ніж у пременопаузі, та широко коливаються[19], що й спричинює клімектеричну симптоматику.[19] Фертильність наближається до нульової.
- Постменопауза описує всіх жінок, що мають матку, не вагітні і не годують, та не мали жодних менструальних виділень (яєчники неактивні) мінімум 12 місяців.[20] У жінок без матки менопауза та постменопауза розрізняються за високим рівнем ФСГ в крові. Схожі на менструацію крововиливи під час постменопаузи можуть бути ознакою раку ендоментрію.

Еволюційна доцільність менопаузи пояснюється адаптивними та дезадаптивними гіпотезами. Серед тварин клімектерій нечасте явище, хоча й малодосліджене. Організми з швидким старінням (напр., однорічні рослини) не мають пост-репродуктивної стадії. Спостерігалась менопауза в деяких видів приматів (макака-резус, шимпанзе), багатьох інших хребетних (слони, короткоплавцеві гринди, косатки, нарвали, білуги, гуппі, хвилясті папуги, щури, миші, опосуми[джерело?]). Коти та собаки її не мають.

## Симптоми та ознаки

Симптоми менопаузи

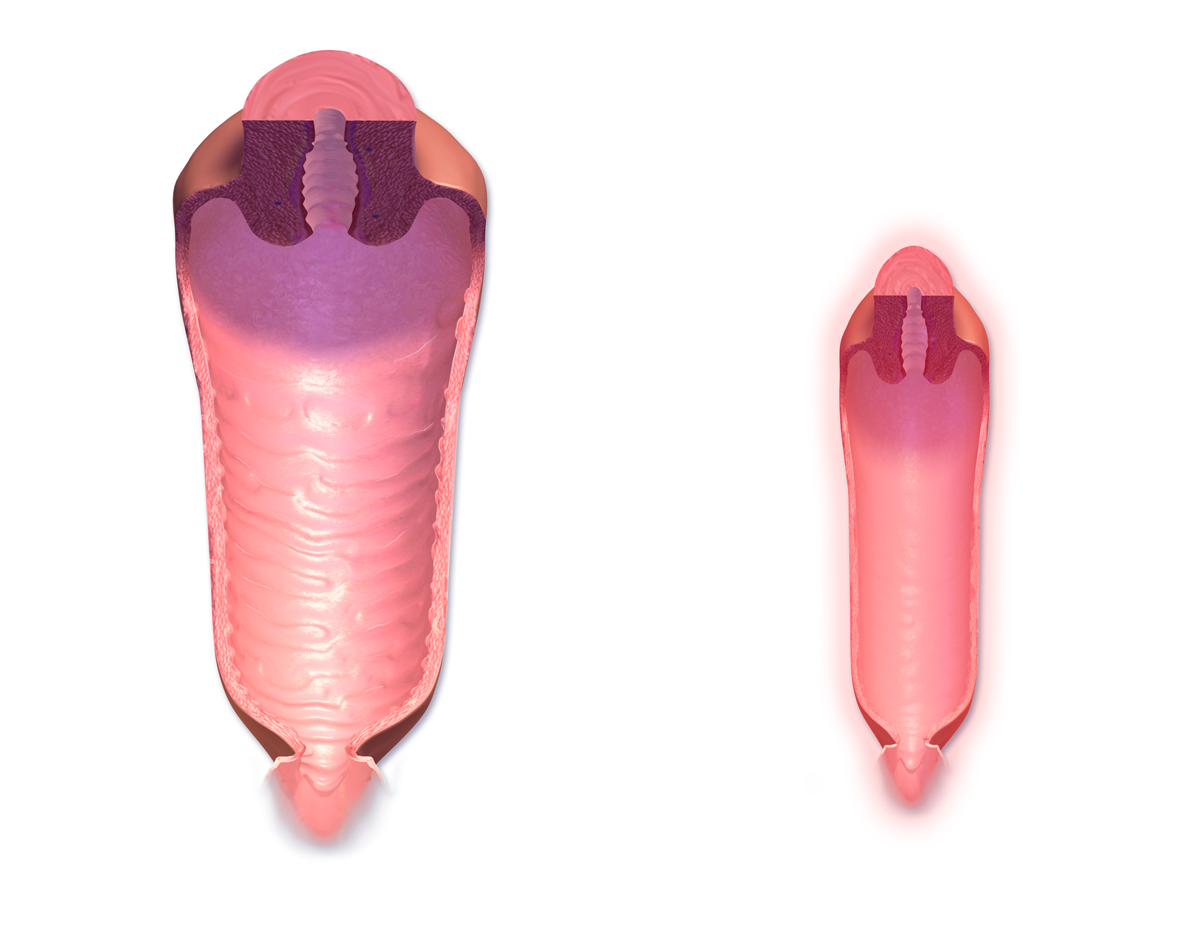
Вагінальний канал у репродуктивному віці та в менопаузі

В передменопаузальні роки менструації стають нерегулярними (як за тривалістю, так і за рясністю), часті припливи (від 30 секунд до 10 хвилин жару, пітніння та почервоніння шкіри), що припиняються за рік чи два, можлива вагінальна сухість, порушення сну, афективні зміни, набір ваги. Важкість симптоматики індивідуальна. У деяких жінок загострюються наявні проблеми (такі як ендометріоз чи болісні менструації). Після менопаузи прискорюється зниження функції легень.
Серед симптомів та віддалених наслідків менопаузи, є зокрема, такі:
- Репродуктивна система. Можливе скорочення менструальних циклів (на 2–7 днів), як і їхнє подовження, нерегулярні менструації (менш чи більш рясні). Вагінальна сухість, болючий статевий акт[33], атрофічний вагініт (стоншування мембран вульви, вагіни, шийки матки, зовнішніх сечовивідних шляхів зі значним скороченням та втратою еластичності всіх зовнішніх та внутрішніх генітальних зон), збільшення та біль грудей, зниження лібідо[33][34]. Часті позиви до сечовипускання та нетримання сечі[35]. Аномальні кровотечі можуть бути спричинені поліпами, проблемним чи нормальним функціонуванням ендометрію. У постменопаузі будь-яка генітальна кровотеча є небезпечним симптомом і вимагає вивчення на предмет злоякісних хвороб.
- Шкіра та кістки. Сухість, стончення та зуд шкіри, ксеродерма, парестезії, артралгія, малорухливість суглобів, біль у попереку. Після менопаузи зростають ризики остеопорозу, остеопенії[36], що значно підвищує для літніх жінок ризик перелому шийки стегна.
- Центральна нервова система. Важка нічна пітливість та припливи.[33] Перерваний сон,[37][38][39] Тривога, депресивні стани, дратівливість, перепади настрою, зниження лібідо[33][34]. Когнітивні проблеми під час менопаузи (погіршення пам'яті, проблеми з зосередженням) нагадують слабке когнітивне порушення (початкова стадія Альцгеймера), що веде до деменції.[40] Забудькуватість вражає близько половини жінок[41] і можливо спричинена ефектами нестачі естрогенів у мозку[41] чи зниженням насиченням його киснем під час припливів.[42]
- Серцево-судинна система. Можуть спостерігатись втомлюваність, головний біль та мігрені, запаморочення. Аномальне серцебиття. Після менопаузи швидко зростають ризики серцево-судинних хвороб, проте можуть бути знижені роботою з факторами ризику (тютюнопаління, гіпертензія, холестерин крові, ожиріння).[43][44] Менопауза перетинається з високим ризиком атеросклерозу.[45]

## Полегшення перебігу, лікування
Менопауза припадає на час численних стресорів у житті жінок, таких як:
- Турбота про літніх батьків та/чи їхня смерть,
- Синдром пустого гнізда, коли діти полишають дім,
- Народження онуків, що переміщує жінок «середнього віку» в категорію «старших людей» (особливо в культурах, де на старіння дивляться звисока).

Нормальна менопауза не є порушенням чи хворобою і не вимагає специфічного лікування, хоча воно помічне від її симптомів, якщо такі значно впливають на якість життя і створюють жінкам дискомфорт.
- Щодо припливів рекомендують уникати куріння, кофеїну, алкоголю. Відмова від тютюну також зменшує ризики остеопорозу.
- Регулярні фізичні вправи покращують сон та утримують вагу в межах норми, вберігають від остеопорозу.
- Адекватні дози вітаміну D для збереження здорових кісток.
- Психотерапія, як індивідуальна, так і групова, особливо тривала, допомагає справитися з депресією, тривожністю. КПТ для жінок з припливами.[46]
- Від припливів можуть допомогти сон у прохолодній кімнаті, вживання холодних напоїв, вентилятори, уникання тісного одягу та тригерів припливів: гарячих напоїв, гострих спецій, стресу.
- Під час сексу рекомендуються вагінальні лубриканти.
- При важких симптомах призначаються менопаузальна гормональна (гормонозамісна) терапія (естроген + прогестин для жінок з маткою, тільки естроген для жінок без неї), клонідин, габапентин (можуть мати ефект, але не такі ефективні, як терапія; останній викликає проблеми сну);
- При депресивних та тривожних станах ефективні інгібітори зворотного захоплення серотоніну.
- Ефективність альтернативної медицини не виявлена.[47][48]

## Менопауза в культурі

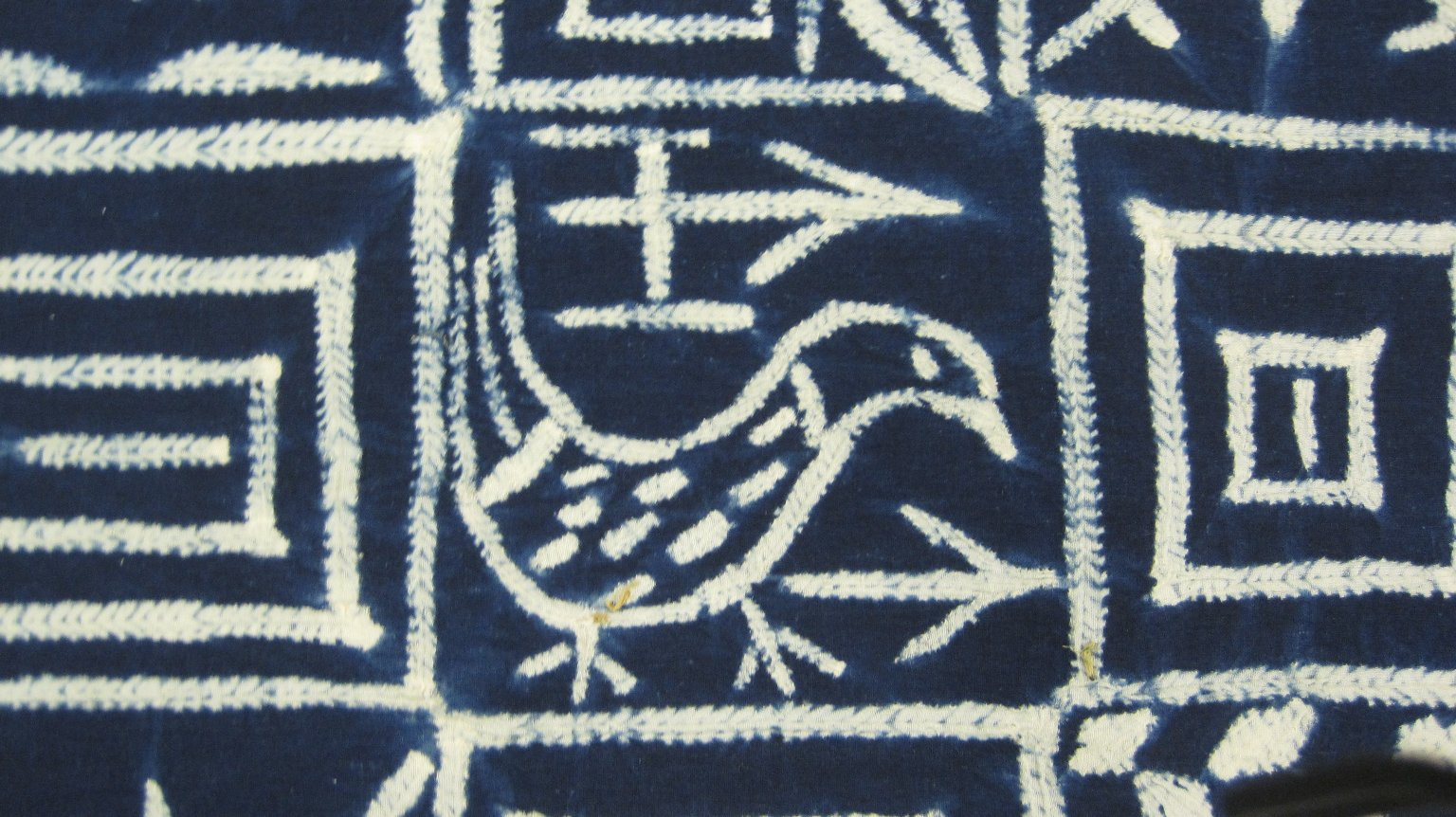
Тканина 'ukara' таємно виготовляється пост-менопаузальними жінками культури ігбо.

Етнічність та географія грають роль у проживанні менопаузи.
Слово менопауза вигадали французькі лікарі на початку ХІХ ст., помітивши багато симптомів у містянок середнього класу, яких не мали сільські жінки, і вважали їх результатом міського способу життя, тривалого сидіння, вживання алкоголю, перебування в приміщенні, а також передання з нестачею свіжих фруктів і овочів. Сприймання менопаузи як медичного питання чи очікуваної життєвої зміни корелює з соціоекономічним статусом жінки, а жінки з медикалізованим баченням оцінюють її негативніше за тих, що сприймають менопаузу як життєвий етап чи символ старіння.
Американки різних етносів повідомляють про значимо різні типи клімактеричних ефектів. Білошкірі жінки більш схильні повідомляти про психосоматичні симптоми, афроамериканки — про вазомоторні.
Японки переживають менопаузу (konenki) відмінно від американок, менше скаржачись на припливи та нічну пітливість; це пояснюється як біо-, так і соціальними факторами. Історично konenki асоціювалось із забезпеченими домогосподарками середнього класу, було «хворобою розкошів», про яку жінки з традиційних, міжпоколінних домогосподарств не повідомляли. Японки в 2005 році повідомили про вазомоторні симптоми (припливи) вдвічі більше, ніж за попередні 20 років. Серед причин називалися зміни в харчуванні, ріст медикалізації жінок середнього віку та посилена увага медіа до теми. При цьому японська статистика припливів досі нижча за північноамериканську.
Хоча більшість американок сприймають менопаузу негативно, як час зношування чи завершення, жінки певних культур Азії трактують її в фокусі смислів звільнення та святкування свободи від ризику вагітності. Постменопаузальні індійки мають право відвідувати певні храми та брати участь в ритуалах святкування досягнення віку мудрості та досвідченості. Все більше жінок «переживають цей час як звільнення та самоактуалізацію».

### Культурні посилання
- Вебсеріал 2020 року «Dun Breedin'» від Джулі Ґрем.
- Телесеріал 2023 року «The Change»[en] від Бріджит Крісті[en] для Channel 4.
- 9-й сезон телесеріалу ITV «Ґранчестер»[en].
- Майбутній телесеріал «Riot Women» Саллі Вейнрайт для BBC.